# ジョセフ・ステファノ
ジョセフ・ステファノ（Joseph William Stefano, 1922年5月5日 - 2006年8月25日）は、アメリカ合衆国の脚本家。フィラデルフィア出身。

## 人物
1960年、アルフレッド・ヒッチコック監督の映画『サイコ』の脚本を担当して有名になる。その後、SFドラマ『アウター・リミッツ』など、主にサスペンス・スリラーものの脚本を執筆した。1964年には『シェラ・デ・コブレの幽霊』を自ら監督した。
2006年8月25日、心筋梗塞のため死去、84歳。
ヒッチコックの生涯を『サイコ』の制作過程を中心に描いた2012年の映画『ヒッチコック』では、ラルフ・マッチオがステファノを演じている。

## 主な作品
- 黒い蘭 The Black Orchid (1958)
- サイコ Psycho (1960)
- 六年目の疑惑 The Naked Edge (1961)
- アウター・リミッツ The Outer Limits (1963-1964) テレビドラマ
- シェラ・デ・コブレの幽霊 The Ghost of Sierra de Cobre: The Haunted (1964) テレビ映画、ロバート・スティーヴンスと共同で監督も
- 猫 Eye of the Cat (1969)
- 四人姉妹連続殺人/惨劇は浴室から始まった Home for the Holidays (1972) テレビ映画
- 新スタートレック「悲しみの星に消えたターシャ」 Star Trek: The Next Generation, Episode: Skin of Evil (1988) テレビドラマ
- スワンプシング Swamp Thing (1990) テレビドラマ
- サイコ4 Psycho IV: The Beginning (1990) テレビ映画
- 天国の約束 Two Bits (1995)
- サイコ Psycho (1998)